# Tamazuca
Tamazuca (łac. Diocesis Tamazucensis) – stolica historycznej diecezji we Cesarstwie rzymskim w prowincji Mauretania Cezarensis, zlikwidowana w VII w. podczas ekspansji islamskiej, współcześnie w północnej Algierii. Obecnie katolickie biskupstwo tytularne. 

## Biskupi tytularni
| Lp. | Biskup                 | Funkcja                                    | Od              | Do                   |
| --- | ---------------------- | ------------------------------------------ | --------------- | -------------------- |
| 1   | John Bernard McDowell  | biskup pomocniczy Pittsburgha (USA)        | 19 lipca 1966   | 25 lutego 2010       |
| 2   | Peter Chung Soon-taek  | biskup pomocniczy Seulu (Korea Południowa) | 30 grudnia 2013 | 28 października 2021 |
| 3   | Subroto Boniface Gomes | biskup pomocniczy Dhaki (Bangladesz)       | 15 lutego 2024  |                      |